# Мінаєнко Іван Олексійович
Мінаєнко Іван Олексійович (1923 — 07.10.1943) — учасник Радянсько-німецької війни, стрілець-автоматник 3-го стрілецького батальйону 241-го гвардійського стрілецького полку 75-ї Бахмацької двічі Червонозоряної ордена Суворова гвардійської стрілецької дивізії 30-го стрілецького корпусу 60-ї Армії Центрального фронту. Герой Радянського Союзу (17.10.1943), гвардії молодший сержант.

## Біографія
Народився в 1923 році у селі Кугульта Грачевського району Ставропольського краю.
В Червоній Армії з 1943 року — стрілець-автоматник 3-го стрілецького батальйону 241-го гвардійського стрілецького полку 75-ї гвардійської стрілецької дивізії.
Особливо відзначився при форсуванні ріки Дніпро на північ від Києва у вересні 1943 року, в боях при захваті і утриманні плацдарму в районі сіл Глібівка и Ясногородка (Вишгородський район Київської області) на правому березі Дніпра. В нагородному листі командир 241-го гвардійського стрілецького полку гвардії підполковник Бударін М. П. написав, що Мінаєнко проявив виняткову сміливість, мужність і відвагу. Форсувавши Дніпро, вступив у бій, знищив офіцера і його зв'язківця, гранатами знищив ще 12 німців і утримав рубіж до підходу основних сил, відбивши шість контратак ворога.
2 жовтня був тяжко поранений і помер 7 жовтня 1943 року.
Указом Президії Верховної Ради СРСР від 17 жовтня 1943 року за мужність і героїзм проявлені при форсуванні Дніпра і утриманні плацдарму гвардії молодшому сержанту Мінаєнку Івану Олексійовичу присвоєне звання Героя Радянського Союзу (посмертно).
Мінаєнко І. О. був похований на місці останнього бою.

## Нагороди
- медаль «Золота Зірка» №---- (17 жовтня 1943)
- Орден Леніна

## Пам'ять
Ім'ям Героя названа вулиця на його батьківщині, в селі Кугульта Грачевського району Ставропольського краю, РФ